# ريتشارد برايان أتكينز
ريتشارد برايان أتكينز (بالإنجليزية: Richard Brian Atkins)‏ هو دبلوماسي نيوزيلندي، ولد في 12 أغسطس 1931 في كرايستشرش في نيوزيلندا.